# Uderna
Uderna – wieś w Estonii, w prowincji Tartu, w gminie Rõngu.